# Torre Satrústegui

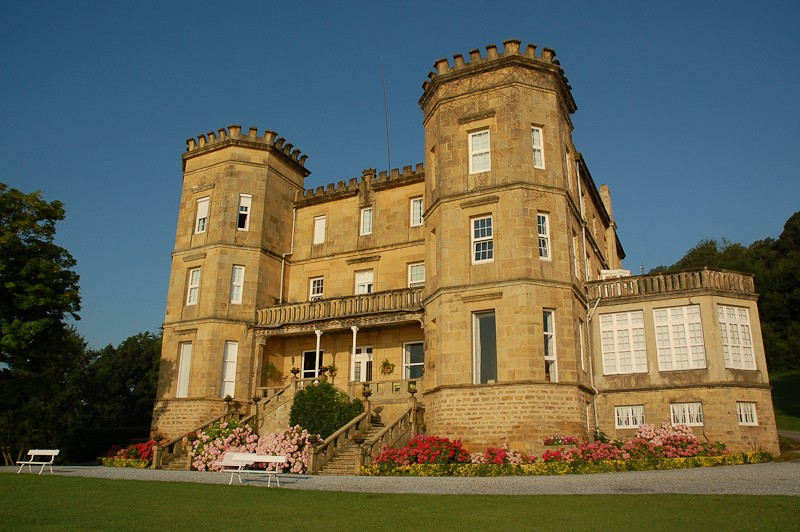
Torre Satrústegui, en San Sebastián, País Vasco

La Torre Satrustegi es un edificio residencial ubicado en la ciudad guipuzcoana de San Sebastián en el País Vasco, España. Situada en la ladera del monte Igueldo, forma parte del conjunto residencial que, envolviendo la playa de Ondarreta, constituye una de las zonas más significativas tanto física como visualmente de la capital guipuzcoana. 
Construido entre 1883 y 1885, es un ejemplo representativo de la arquitectura ecléctica de corte historicista, se rodea de un jardín con arbolado, rotondas y caminos proyectado en su día por Ducassé.
Es un edificio de sillería de cuatro plantas, con cuerpo central y dos torres laterales de forma hexagonal que presenta línea superior almenada. El acceso principal se realiza por escalinata doble que accede desde el jardín al porche sobre el que se encuentra la terraza que une las dos torres.
En el interior del edificio, cuya distribución a partir de la planta principal se desarrolla en torno al hueco central de la escalera cubierta en tejado por amplio lucernario, destacan las maderas de pisos y empanelados.